# Robinsonia transducens
Robinsonia transducens là một loài bướm đêm thuộc phân họ Arctiinae, họ Erebidae.